# Círculo de Armas

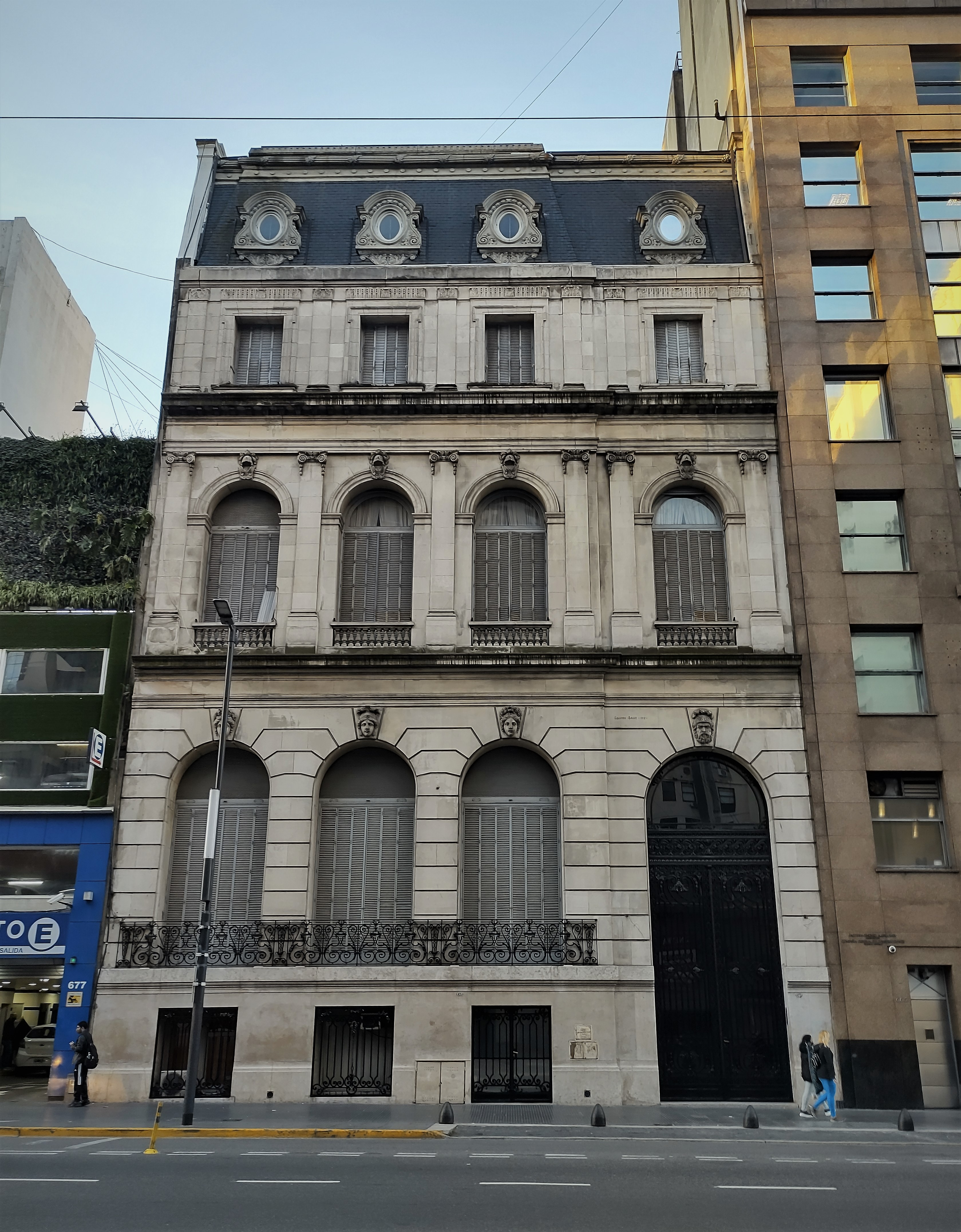
Sede del Círculo de Armas en Avenida Corrientes 671, Buenos Aires.

El Círculo de Armas es un club de caballeros, social y deportivo argentino fundado en la ciudad de Buenos Aires el 1.° de junio de 1885 bajo el nombre “Club de Esgrima”. La iniciativa fue de un grupo de setenta y ocho caballeros aficionados a este deporte, impulsados por el Dr. Mariano J. Paunero, hijo del general Wenceslao Paunero. 
De sus filas salieron Presidentes de la Nación como el general Julio Argentino Roca, Carlos Pellegrini, José Evaristo Uriburu, Manuel Quintana, José Figueroa Alcorta, Marcelo T. de Alvear y José Félix Uriburu. En el caso de este último el Club de Armas fue, junto con el Jockey Club, el lugar en donde se forjó el apoyo civil al golpe de Estado que lo llevó a la presidencia.
Como dijera Julio Argentino Pascual Roca —hijo del general y presidente del club entre 1918 y 1922— “hoy no quedan en el club más armas que las de su nombre”.

## Compromiso
El Círculo de Armas “es un centro pequeño, como corresponde a quienes hacen de la amistad un culto (…) La idea de patria es de primordial interés en la vida del Círculo de Armas, y dentro de lo precario de sus medios, apoya toda iniciativa que fuera de interés nacional”.

## Historia
La esgrima no era un mero deporte. En las últimas décadas del Siglo XIX la posibilidad de enfrentar un duelo en Buenos Aires distaba de ser una contingencia improbable, aunque estuviera prohibido por la Iglesia y penado por la ley. La reunión que selló el inicio de la institución tuvo lugar en el estudio jurídico de Carlos Delcasse. Su primera Comisión Directiva quedó constituida con Ezequiel Ramos Mexía como Presidente; Bernabé Artayeta Castex, Hernán Vivot, Rodolfo Araujo Muñoz, Julio Botet, Horacio Harilaos y Mariano J. Paunero como Vocales; y Máximo Paz, Francisco Serantes y Carlos Delcasse como suplentes.
En 1889 el club se trasladó a una casa “de altos y bajos” que había pertenecido a Patricio Julián Lynch, [cita requerida]ubicada en el terreno en el que más tarde se alzaría el edificio actual. 
Por entonces la ciudad de Buenos Aires, que acababa de ser convertida en Capital de la Nación, estaba viviendo una transformación “de gran aldea a metrópolis"
Por un decreto firmado por Figueroa Alcorta y Rómulo S. Naón, el Círculo de Armas se transformó en una asociación civil con personería jurídica el 6 de diciembre de 1909. Por intermedio de Ernesto Tornquist y Cia. se adquirió el solar de la calle Corrientes por 340.000 pesos de la época mediante un crédito otorgado por Teodoro de Bary. A continuación comenzaron a proyectar la construcción del nuevo edificio. En 1930 sirvió como punto de reunión para organizar el golpe de Estado de septiembre, Manuel Gálvez, digamos que su posición nacionalista reaccionaria pensaba que el golpe era un evento necesario “para salvar a la Nación”; el sentimiento de nacionalidad” podría resurgir de una campaña contra enemigos internos: anarquistas sobre todo, aunque también entraban en dicha categoría los judíos, los militantes de izquierda y los extranjeros en general que se habían establecido en el país con las oleadas inmigratorias. Consecuente con estas ideas autoritarias y xenófobas, había aplaudido el surgimiento y la acción de la llamada Juventud Autonomista, ligada al club de armas uno de los grupos de choque pioneros de la segunda y tercera década del nuevo siglo. Desde dicho círculo surgirían los apoyos intelectuales al gobierno de facto de Félix Uriburu.
Serían socios Federico Pinedo, José Alfredo Martínez de Hoz y Carlos Pedro Blaquier. 
A cien metros, en Florida, 460, tiene sus oficinas la Sociedad Rural Argentina, con la que comparte la misma historia, valores y hasta fundadores. De hecho, al menos seis apellidos (Sundblad, Olivera, Mexía, Casares, Blaquier, Acosta) fueron presidentes de la entidad ganadera y fundadores del Círculo de Armas. El 6 de septiembre de 1930, el mismo día que el general José Félix Uriburu tomó el poder por la fuerza, un grupo salido del círculo de armas  asaltó el domicilio particular de Hipólito Yrigoyen y destruyó e incendió sus muebles y papeles particulares. Por la noche hubo un banquete en el Círculo de Armas para festejar el triunfo de la Revolución de 1930.
Las pedanas de esgrima ya habían desaparecido y las armas ahora son sólo decorativas, pero la afición al squash llevó a incorporar canchas y un gimnasio bien equipado.
Sus socios se reunieron en otros lugares: “un bar de la calle San Martín, montado por los empleados del Círculo Feliciano García y Fortunato Carande, el subsuelo del Hotel Versailles y un sector del 1.er Piso del Alvear Palace Hotel”

### Tertulia y debate
Las tertulias y las conferencias son  parte de la tradición del club que continúa la trayectoria de formar dirigentes.